# 真齿无心菜
真齿无心菜（学名：Arenaria euodonta）是石竹科无心菜属的植物，是中国的特有植物。分布在中国大陆的云南等地，生长于海拔3,000米至4,200米的地区，多生长于高山草甸，目前尚未由人工引种栽培。

## 别名
真齿蚤缀（拉汉种子植物名称）